# Crazy (Film)
Crazy ist ein 2000 veröffentlichter deutscher Spielfilm, der auf dem gleichnamigen autobiografischen Roman Crazy von Benjamin Lebert basiert. Mit etwa 1,5 Millionen Kinobesuchern gehörte Crazy zu den erfolgreichsten deutschen Filmen des Jahres 2000.

## Handlung
Der 16-jährige Benjamin, von allen Benni genannt, wird von seinen Eltern für die letzten vier Monate des Schuljahres auf das Internat Schloss Neuseelen geschickt. Für den halbseitig gelähmten Jungen ist es nicht der erste Schulwechsel, insbesondere wegen seiner schlechten Zensuren in Mathematik. Aufgrund der Behinderung war Benni auf seinen vorherigen Schulen stets Außenseiter, der keine Freunde fand und noch nie eine Freundin hatte.
Auf Schloss Neuseelen teilt er sich ein Zimmer mit Janosch, der sich mehr für Mädchen und Spaß als für die Schule interessiert. Nach anfänglichen Schwierigkeiten freundet sich Benni mit Janosch und der Clique bestehend aus Felix, Kugli, Florian und Troy an und verbringt mit ihnen regelmäßig seine Freizeit – sie spielen Fußball, schwimmen im See und besuchen sogar verbotenerweise einmal einen Stripclub.
Sehr bald schon verliebt sich Benni in Mitschülerin Malen, doch weiß er, dass auch Janosch Gefühle für sie hat. Malen wiederum mag sie beide aufgrund ihrer unterschiedlichen Charaktere – Janosch ist zwar oberflächlich, aber spaßig; Benni ist sensibel, aber langweiliger. 
Bennis schlechte Zensur in Mathematik bessert sich trotz privater Nachhilfe seines Lehrers nicht. Währenddessen zerbricht die Ehe von Bennis Eltern, als sein Vater ein Verhältnis mit einer 22-jährigen Praktikantin beginnt.
Gegen Ende des Schuljahres, auf einer Party in einem Zimmer des Internats, wollen beide Jungen Malen endgültig für sich gewinnen. Als Benni ihr gerade seine Liebe gestehen will, zieht Janosch sie weg und scheint mit seiner draufgängerischen Art Erfolg zu haben. Es kommt zum Streit zwischen den beiden Jungen, wobei Janosch Benni vorhält, Malen würde sich nur aus Mitleid für ihn interessieren, ihn aber nicht lieben. Tief verletzt verlässt Benni das Zimmer und trifft auf dem leeren Flur auf Malens Freundin Marie, die bitter enttäuscht darüber ist, dass sie wiederum von ihrem Freund sitzengelassen wurde. In einem der Badezimmer kommen sie sich körperlich nahe, schließlich hat Benni mit Marie seinen ersten Sex.
Am nächsten Morgen trifft Benni am Ufer des Sees auf Janosch und entschuldigt sich für sein Verhalten auf der Party, und auch Janosch sieht sich als Schuldigen, wonach sie sich wieder versöhnen. Janosch ist erstaunt darüber, dass Benni den Sex mit Marie gar nicht schön fand, es ging ihm viel zu schnell.
Am Ende des Schuljahres findet ein Sommerfest statt, auf dem Malen Benni und Janosch ihren Freund vorstellt, einen Studenten, von dem die beiden gar nichts wussten. Für Benni, der erneut in Mathematik durchgefallen ist, ist es der Abschied von Schloss Neuseelen. Als er mit seinen Internatsfreunden in der Küche sitzt und ihnen schwört, er werde sie niemals vergessen, kommen Malen, Marie und eine weitere Freundin zu ihnen und singen Benni als Abschiedsgeschenk das Lied „Für mich soll’s rote Rosen regnen“.

## Filmmusik
Neben der offiziellen Filmmusik gibt es eine Reihe weiterer Lieder, die auf dem Soundtrack des Films zu hören sind. Dies sind unter anderem:
- Yesterday, tomorrow and today (von Vic Chesnutt)
- Teenage Spaceship (von Smog)
- Junimond (Neuaufnahme von Echt)
- Temper (von Pelzig)
- Sensation und Welcome  (von Slut)
- My Truth (von Anna Loos)
- Off The Rails (von The Notwist)

sowie zwei Stücke der Band, an der einige der Figuren des Films beteiligt sind: Crazy und Wild Girls. Wild Girls wurde unter anderem von dem Hauptdarsteller Robert Stadlober und Joseph Bolz geschrieben. Crazy stammt ebenfalls von Joseph Bolz, der die Lieder im Film auch singt.

## Besetzung
In der ursprünglichen Planung war vorgesehen, dass Lebert sich selbst spielen sollte. Nachdem er sich diese Rolle jedoch nicht zutraute, wurde die Rolle mit Robert Stadlober besetzt. Für einige der Darsteller stellte der Film den Beginn größerer Karrieren dar. So trat Karoline Herfurth in ihrem ersten Kinofilm in einer kleineren Rolle auf.

## Produktion
Die Dreharbeiten begannen am 26. August 1999 und endeten am 22. Oktober 1999. Als Kulisse für das fiktive Schloss Neuseelen diente Schloss Neubeuern, in dem ein gleichnamiges Internat beheimatet ist, welches Benjamin Lebert selbst als Schüler besuchte. Weitere Dreharbeiten fanden in München und Rosenheim statt.

## Unterschiede zum Buch
Das Buch konzentriert sich darauf, wie der unsichere Benni in die sich bildende Clique um Janosch hineinwächst und dabei Selbstvertrauen und Selbsterkenntnis gewinnt, die ihm helfen, seine Behinderung nicht als Makel wahrzunehmen. Die im Film dargestellten peinlichen Momente (das angebliche Aufnahmeritual unter der kalten Dusche, verschämte Masturbation abends im Bett, gemeinsames Kekswichsen, die Nachhilfestunden beim Mathelehrer, Bennis Mogeleien im Sportunterricht, sein Sprung vom Sprungbrett in den Badesee) sind Erfindungen des Films ohne Entsprechung im Buch, ebenso die Schülerband um den „dünnen Felix“ oder die Abschiedszeremonie. Die Party im Mädchenschlafzimmer einschließlich Bennis sexueller Begegnung mit Marie, im Film kurz vor Schluss, ereignet sich im Buch schon in der zweiten Nacht im Internat; es ist auch keine Zufallsbegegnung auf dem Flur, sondern sie haben sich davor schon eine Weile gut unterhalten. Danach spielen die Mitschülerinnen im Buch keine große Rolle mehr, auch eine kontinuierliche Rivalität mit Janosch um Malen, wie im Film dargestellt, gibt es im Buch nicht. Die Wochenendaufenthalte in der eigenen Familie sowie Unterrichtsszenen kommen im Buch nur als Randerwähnung bzw. Rückblende vor. Dafür bietet das Buch sehr viel tiefere, teils philosophische Dialoge zwischen den Freunden während ihrer Unternehmungen sowie gedankliche Monologe von Benni, die naturgemäß im Film nicht gut darstellbar sind. Das titelgebende, stets kursiv gesetzte Wort crazy, für Janosch die nächste Stufe oberhalb von cool, kommt im Buch mit penetranter Häufigkeit vor.

## Kritik
„Der Film hält sich eng an die literarische Vorlage und wiederholt ihre Schwächen wie Stärken: einerseits lebendiges Sittenbild mit vielen plastischen Momenten, die über das bloße Protokoll des Heranwachsens hinausreichen, andererseits nicht frei von Beliebigkeit und Leerlauf. Trotz dieser Ambivalenz entwirft der Film eine außergewöhnliche Perspektive auf den gegenwärtigen emotionalen Zustand von 14- bis 16-Jährigen.“

## Auszeichnungen
- Prädikat besonders wertvoll der FBW[6]
- 2001: Bayerischer Filmpreis – Darstellernachwuchspreis für Tom Schilling und Robert Stadlober
- 2001: Deutscher Filmpreis Filmpreis in Silber als Bester Spielfilm
- 2001: DVD Champion in der Kategorie Spielfilm National